# Buřtcajk
Buřtcajk je český zábavní pořad Zdeňka Izera, vysílaný na TV Pětka po dobu její existence od října 2012 do února 2013. Pořad obsahoval parodie na české pořady a také několik scének. Bylo natočeno 13 dílů včetně speciálního dílu na Silvestr. V pořadu vystupují krom Zdeňka Izera také Milan Pitkin, Šárka Vaňková a Zdeněk Vencl.

## Části pořadu
Pořad byl rozdělen do několika tematických částí. 

### Last minute
Last minute byla parodie na různé pořady o cestování.

### Buď in
Buď in byla parodie na pořad typu VIP zprávy s Šárkou Vaňkovou.

### Pod lupou
Pod lupou byla parodie na pořad Černé ovce s Vlado Štancelem.

### Auto moto kout
Auto moto kout byla parodie na pořad ČT Auto moto revue.

### Koule nelžou
Koule nelžou byla parodie na různé pořady typu Volejte věštce.

### Domum sanitas
Domum sanitas byla parodie na různé pořady o zdraví. Tato část se objevila jen ve speciálním 13. dílu. 

### Varna
Varna byla parodie na různé pořady o vaření, tedy o vaření v kuchyni. Stejně jako část Domum sanitas se i tato část objevila jen ve 13. díle.